# Cratere Tyn
Tyn è un cratere sulla superficie di Callisto.